# Дејвид Бредли
Дејвид Џон Бредли (енгл. David John Bradley; Јорк, 17. април 1942) је британски глумац. Бредли је најпознатији по улогама Аргуса Филча у филмском серијалу Хари Потер, као и Валдера Фреја у серији Игра престола. Неколико пута се појавио као Први Доктор у серији Доктор Ху, улози коју је раније тумачио Вилијам Хартнел.